# SloMo
SloMo è il singolo di debutto della cantante spagnola Chanel, pubblicato il 24 dicembre 2021 come primo estratto dal primo album in studio ¡Agua!.

## Descrizione
Il 10 dicembre 2021 è stato annunciato che con SloMo Chanel avrebbe preso parte all'imminente edizione inaugurale del Benidorm Fest, rassegna musicale utilizzata come processo di selezione del rappresentante spagnolo all'annuale Eurovision Song Contest. Il singolo è stato pubblicato in digitale il successivo 24 dicembre ed è stato presentato dal vivo durante la prima semifinale del Benidorm Fest il 26 gennaio 2022, che ha visto Chanel ottenere il maggior punteggio della serata da giurie e televoto. Ha ottenuto il maggior numero di punti anche nella serata finale del successivo 29 gennaio, diventando di diritto la rappresentante eurovisiva spagnola a Torino. Nonostante ciò, originariamente la canzone non sarebbe stata eseguita da Chanel, ma dalla cantante Ana Guerra, ma quest'ultima rifiutò la proposta di eseguirla.
Il successivo 14 maggio Chanel si è esibita nella finale eurovisiva, dove si è piazzata al 3º posto su 25 partecipanti con 459 punti totalizzati, ottenendo la medesima posizione sia nel voto della giuria, sia nel televoto, da cui ha ottenuto rispettivamente 231 e 228 punti. Si tratta del miglior risultato per la Spagna dal 1995.

## Video musicale
Il video musicale, diretto da Pawla Casanovas, è stato reso disponibile il 14 marzo 2022.

## Tracce
Testi e musiche di Leroy Sanchez, Keith Harris, Ibere Fortes, Maggie Szabo e Arjen Thonen.
1. SloMo – 2:56

## Classifiche

### Classifiche settimanali
| Classifica (2022) | Posizione massima |
| ----------------- | ----------------- |
| Croazia           | 24                |
| Grecia            | 3                 |
| Irlanda           | 44                |
| Islanda           | 11                |
| Lituania          | 9                 |
| Paesi Bassi       | 72                |
| Portogallo        | 88                |
| Regno Unito       | 56                |
| Spagna            | 1                 |
| Svezia            | 32                |
| Svizzera          | 65                |

### Classifiche di fine anno
| Classifica (2022) | Posizione |
| ----------------- | --------- |
| Spagna            | 27        |

## Date di pubblicazione
| Paese  | Data di pubblicazione | Formato                      | Etichetta | Note   |
| ------ | --------------------- | ---------------------------- | --------- | ------ |
| Mondo  | 24 dicembre 2021      | Download digitale, streaming | BMG Spain | [ 17 ] |
| Italia | 6 maggio 2022         | Contemporary hit radio       | BMG       | [ 18 ] |
| Spagna | 4 novembre 2022       | 7"                           | BMG       | [ 19 ] |